# NRM (musikgrupp)

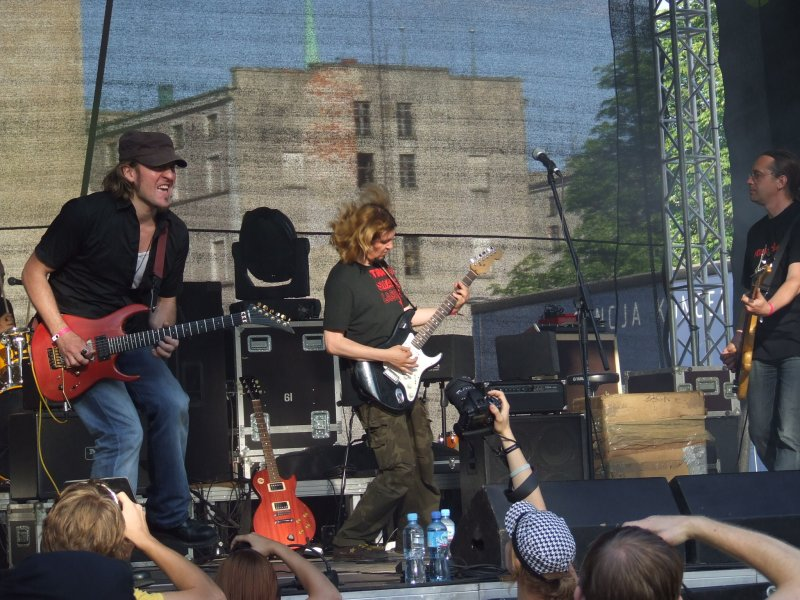
NRM under en spelning i Wrocław, 17 juni 2007.

NRM (av pressen ofta stavat N.R.M.) är ett rockband från Minsk i Vitryssland. Musikgruppen bildades 1986 under namnet Mroja (vitryska: Мроя) och är populärt i hemlandet. De antog sitt nuvarande namn år 1994, sjunger på vitryska, och är en samlingspunkt för politisk opposition mot den vitryska regeringen. Perioden 2006–2009 var bandet förbjudet att hålla konserter i hemlandet.
NRM står för Незалежная рэспубліка Мроя – "Drömmens Självständiga Republik." Musiken går oftast mot melodisk hårdrock med roliga och ofta indirekt politiska texter. Bandets album är oftast skriva med alfabetet łacinka – den vitryska versionen av det latinska alfabetet – som användes sida vid sida med det kyrilliska alfabetet innan Sovjettiden.
NRM är tillsammans med många andra vitryska band inofficiellt bannlysta från radiostationerna i Vitryssland. Det finns ingen skriftlig svartlista, men radioledare har sagt att de tagit emot inofficiella "rekommendationer" från myndigheterna.

## Bandmedlemmar
- Yury Levkov – sång (sedan 2010), elbas
- Pete Pavlov – gitarr (sedan 1993)
- Oleg Demidovich – trummor

### Tidigare bandmedlemmar
- Lavon Volski – sång, klaviatur, gitarr (1981–2010)
- Vladimir Davidovsky – gitarr (1981–1989)
- Sergei Loskutov – gitarr (1981)
- Benedict Konev-Petushkovich – gitarr (1989–1992)
- Oleg Pipin – gitarr (1992)
- Leonid Shirin – gitarr (juni–september 1992)
- Viktor Shot – gitarr (september 1992–1993)
- Yury Tsyankevich – slagverk (1992–1994)
- Viktor Smolsky – gitarr (1993)

## Diskografi
| Utgivningsår | Titel                                        |
| ------------ | -------------------------------------------- |
| 1986         | Stary chram                                  |
| 1987         | Zrok                                         |
| 1989         | Studyja BM                                   |
| 1990         | Dvaccać vośmaja zorka                        |
| 1991         | Bijapolie                                    |
| 1992         | Lepšyja peśni z albomau 1988–1990            |
| 1993         | Vybranyja peśni 1989–1993                    |
| 1995         | ŁaŁaŁaŁa                                     |
| 1996         | Odzirydzidzina                               |
| 1997         | Made in N.R.M.                               |
| 1998         | Pašpart hramadzianina N.R.M.                 |
| 1999         | Akustyčnyja kancerty kanca 20-ha stahodździa |
| 2000         | Samotnik                                     |
| 2000         | Try čarapachi                                |
| 2002         | Dom kultury                                  |
| 2004         | Spravazdača 1994–2004                        |
| 2007         | 06                                           |
| 2013         | Д.П.Б.Ч.                                     |